# Comibaena
Comibaena là một chi bướm đêm thuộc họ Geometridae.

## Các loài
- Comibaena albimarginata (Warren, 1893)
- Comibaena amoenaria (Oberthür, 1880)
- Comibaena attenuata (Warren, 1896)
- Comibaena bajularia (Denis & Schiffermüller, 1775)
- Comibaena biplaga Walker, 1861
- Comibaena cassidara (Guenée, 1857)
- Comibaena cheramota Meyrick
- Comibaena connata (Warren, 1898)
- Comibaena diluta (Warren, 1895)
- Comibaena fuscidorsata Prout, 1912
- Comibaena leucospilata Walker
- Comibaena longipennis Warren
- Comibaena mariae (Lucas, 1888)
- Comibaena meyricki Prout
- Comibaena pseudoneriaria Wehrli, 1926
- Comibaena quadrinotata Butler, 1889
- Comibaena rhodolopha Prout, 1915
- Comibaena serrulata Fletcher, 1963
- Comibaena tancrei Graeser, 1889
- Comibaena tenuisaria (Graeser, 1888)